# Dipolo del Océano Índico subtropical

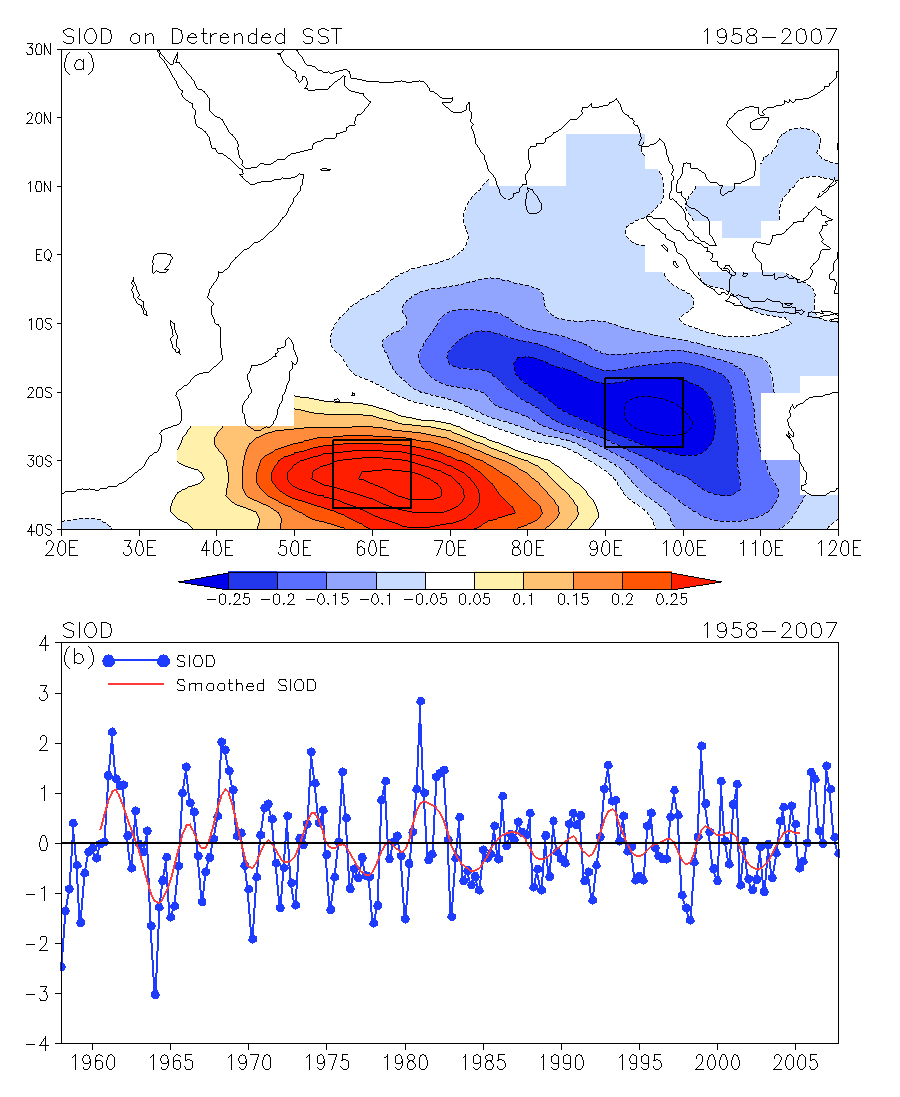
(a) Índice SIOD en la temperatura de la superficie del mar sin tendencia (TSM) (1958-2007). Se indican las casillas occidental y oriental utilizadas para calcular el índice SIOD. La temperatura del agua en el suroeste del Océano Índico Sur es significativamente más alta que la temperatura del agua en la parte oriental del Océano Índico Sur, frente a Australia. En esta imagen, las áreas azules son más frías de lo normal, mientras que las áreas rojas son más cálidas de lo normal. (b) El índice SIOD normalizado durante 1958-2007. La línea azul indica la serie de tiempo original y la curva roja es después de aplicar el suavizado.

El dipolo del océano Índico subtropical (SIOD, del inglés Subtropical Indian Ocean Dipole) es un fenómeno atmosférico que se caracteriza por la oscilación de las temperaturas de la superficie del mar (TSM) en la que el suroeste del Océano Índico, es decir, el sur de Madagascar, es más cálido y luego más frío que la parte oriental, es decir, frente a Australia. Se identificó por primera vez en los estudios de la relación entre la anomalía de la TSM y la anomalía de las precipitaciones de África centro-sur; la existencia de tal dipolo se identificó tanto a partir de estudios de observación como de simulaciones de modelos.

## El fenómeno
La fase positiva del dipolo del Océano Índico subtropical se caracteriza por una temperatura de la superficie del mar más cálida de lo normal en la parte suroeste, sur de Madagascar, y una temperatura de la superficie del mar más fría de lo normal frente a Australia, lo que provoca precipitaciones por encima de lo normal en muchas regiones de más África del sur y central. Los vientos más fuertes prevalecen a lo largo del borde este del alto subtropical, que se intensifican y se desplazan ligeramente hacia el sur durante los eventos positivos, lo que lleva a una mayor evaporación en el este del Océano Índico y, por lo tanto, resulta en el enfriamiento de la TSM frente a Australia. Por otro lado, la reducción de la evaporación en la parte suroeste provoca una menor pérdida de calor latente estacional y, por lo tanto, da como resultado un aumento de la temperatura en la parte suroeste, al sur de Madagascar. La fase negativa del SIOD se caracteriza por las condiciones opuestas, con TSM más cálidas en la parte este y TSM más frías en la parte suroeste. La condición física que favorece los eventos negativos también es justamente opuesta. Además, el transporte de Ekman junto con el proceso de mezcla de la superficie también juega un papel en la formación del dipolo de la TSM.
En términos generales, el modo dipolo del océano Índico subtropical se desarrolla en diciembre-enero, alcanza su punto máximo en febrero, luego decae en los dos meses siguientes y finalmente desaparece en mayo-junio. El proceso de evolución y deformación del evento Dipolo del Océano Índico Subtropical está muy afectado por la posición del alto subtropical; el forzamiento atmosférico juega un papel importante en el proceso de evolución del evento Dipolo del Océano Índico Subtropical.

## El SIOD y el monzón de verano indio
También se sugiere que las anomalías relacionadas con el dipolo del Océano Índico subtropical sobre el sudeste del Océano Índico afecten la posición de la altura de Mascarene y, por lo tanto, el monzón de verano de la India. Positivos (negativos) Los eventos de dipolos subtropicales del Océano Índico durante el invierno boreal siempre son seguidos por monzones de verano indios débiles (fuertes). Durante el evento SIOD positivo (negativo), el desplazamiento de Mascarene High hacia el sureste (noroeste) de verano austral a boreal provoca un debilitamiento (fortalecimiento) del sistema de circulación del monzón al modular la célula Hadley durante el evento del monzón de verano indio.

## El SIOD y las precipitaciones del suroeste de Australia
Los años secos (húmedos) del suroeste de Australia corresponden a aguas anormalmente frías (cálidas) en el Océano Índico tropical/subtropical y aguas anormalmente cálidas (frías) en los subtrópicos frente a Australia, y estas parecen estar en fase con los vientos a gran escala sobre el Océano Índico tropical/subtropical, que modifica las anomalías de TSM a través del transporte anómalo de Ekman en el Océano Índico tropical y a través de flujos anómalos de calor aire-mar en los subtrópicos, que también alteran la advección de humedad a gran escala a la costa suroeste de Australia.
El patrón espacial del SSTA se desplaza hacia el este del patrón espacial del evento Dipolo Subtropical del Océano Índico positivo (negativo) (definición previa de SIOD), y el cálculo basado en el Índice Dipolo del Océano Índico Subtropical se considera cuando se estudia la relación entre las precipitaciones del suroeste de Australia y el índice SIOD, lo que puede requerir más trabajo.

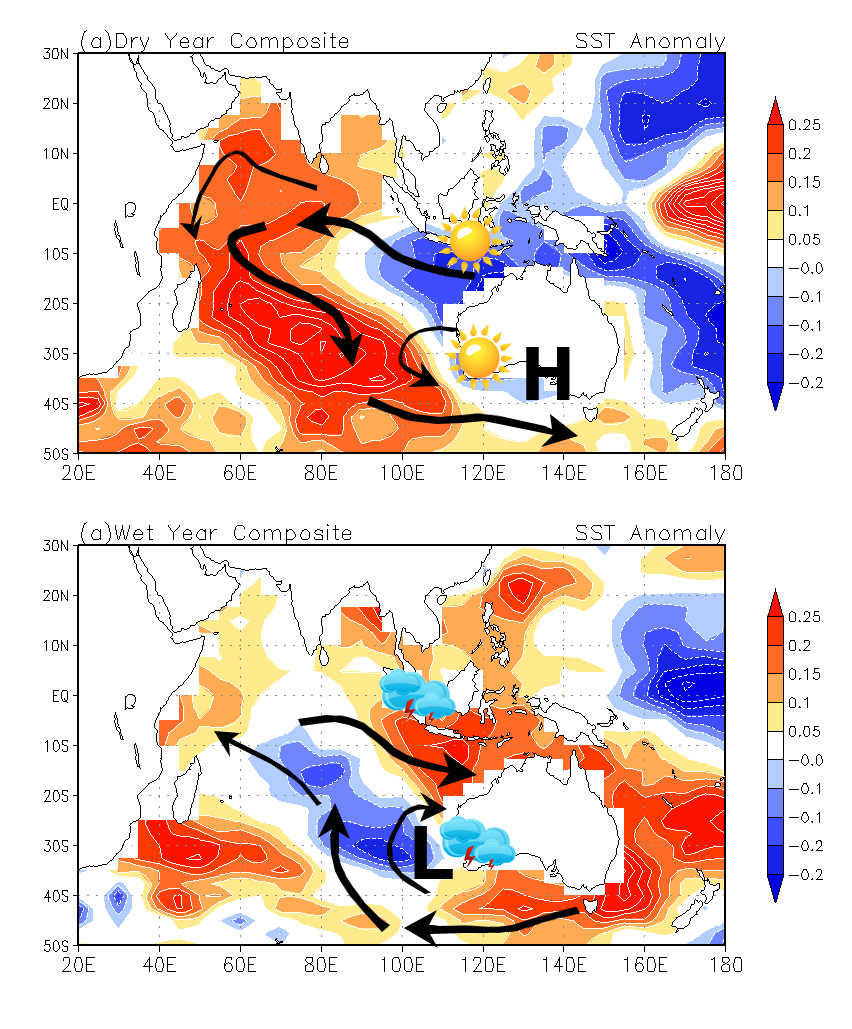
La conexión entre las condiciones climáticas del Océano Índico y (a) años secos y (b) húmedos sobre SWWA. Las anomalías de SST se muestran en colores. Las anomalías del viento se indican con flechas en negrita, las anomalías de presión se muestran con H (alta) y L (baja), y las anomalías de lluvia se representan con símbolos de sol/nube. Los años secos y húmedos son de (Inglaterra et al. 2006).

## El SIOD y las precipitaciones del sureste de África
Los eventos SIOD positivos también provocan un aumento de las lluvias de verano en grandes partes del sudeste de África al traer una mayor convergencia de la humedad. La temperatura más alta sobre el polo cálido del suroeste del Océano Índico da como resultado un aumento de la evaporación, y este aire húmedo se advierte a Mozambique y el este de Sudáfrica, lo que se ve reforzado por la anomalía de baja presión generada sobre este polo cálido.

## Otro impacto
Se sugiere que el evento Dipolo del Océano Índico Subtropical esté acompañado de eventos similares en modo dipolo en el Pacífico y el Atlántico sur subtropical, y vinculado con la onda circumpolar antártica.
También se ha sugerido que el dipolo subtropical del Océano Índico tiene impactos en los intercambios estacionales de gases entre el océano y la atmósfera en el sur del Océano Índico. Además, los experimentos de campo indican que las anomalías cálidas relacionadas con el polo cálido suroeste son conductoras de la reducción de la absorción de dióxido de carbono oceánico.

## El índice SIOD
El índice dipolo del océano Índico subtropical se calcula a partir de la diferencia de anomalías de la TSM entre el océano Índico occidental (55°E - 65°E, 37°S - 27°S) y oriental (90°E - 100°E, 28°S - 18°S).